# 皮德皮利皮亞 (喬爾特基夫區)
48°46′9″N 26°14′12″E / 48.76917°N 26.23667°E
皮德皮利皮亞（烏克蘭語：Підпилип'я），是烏克蘭的村落，位於該國西部捷爾諾波爾州，由喬爾特基夫區負責管轄，處於茲布魯奇河畔，始建於1530年，分別距離韋爾比夫卡1公里和圖里利切1.5公里，面積0.98平方公里，海拔高度181米，2001年人口130。